# Musée national de Céramique – Sèvres

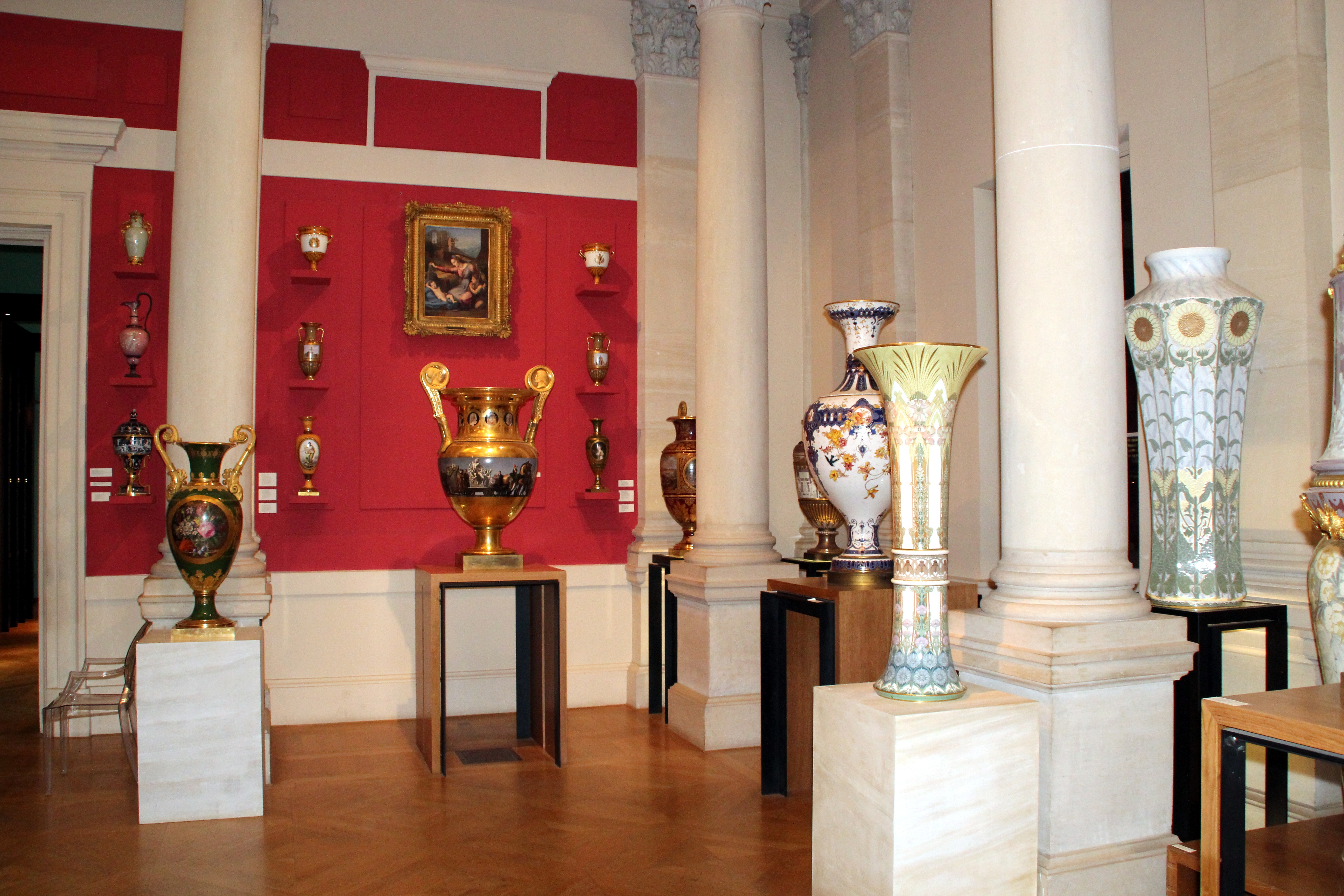
Raum mit Sèvres-Porzellan im Musée national de céramique in Sèvres

Das Musée national de Céramique-Sèvres ist das französische Nationalmuseum für Keramik. Es befindet sich an der Adresse Place de la Manufacture in Sèvres, Hauts-de-Seine, einem Vorort von Paris. Gründer des  Museums war Alexandre Brongniart, Direktor der Porzellanmanufaktur Sèvres. 1845 erschien der erste Katalog; bis 1927 gehörte das Museum zur Manufaktur.
Das Museum enthält heute eine weit gespannte Sammlung von Töpferware, Steingut und Porzellan aus der ganzen Welt. Etwa zehn Prozent der ungefähr 50.000 Exponate kommen aus der Manufaktur Sèvres. 
Das heutige Museum besteht seit 2010 durch eine Zusammenlegung des Musée national de Céramique-Sèvres und der Manufacture nationale de Sèvres.